# Альохін Михайло Сергійович
Михайло Сергійович Альохін (справжнє прізвище Смоляров, 1902–1939) — діяч радянських спецслужб, майор держбезпеки (1938).

## Життєпис
Михайло Альохін народився 1902 року в Єлисаветграді (нині — Кропивницький) в родині купця 2-ї гільдії, за національністю єврей. Закінчив 7-м класів 1-го комерційного училища в Єлисаветграді, заочно — 3-и курси Військової академії РСЧА імені М. В. Фрунзе у 1933 році.
Брав участь у національно-визвольних змаганнях в Україні на боці російських соціал-демократів. У 1919 році вступив до лав партії боротьбистів, а у 1920 році перейшов до складу РКП (б). У 1920—1921 роках Михайло Альохін перебувавна політроботі в РККА (Південно-Західний фронт і Чорноморський флот).
У 1921 році перейшов на роботу в органи ВЧК-НКВД. Михайло Альохін служив у Миколаївському, Одеському, Донецькому, Київському губернських відділах ГПУ Української РСР. У грудні 1923 році під час внутрішньопартійної дискусії, разом з іншими київськими чекістами голосував за платформу Лева Троцького (в лютому 1924 році майже всі, хто голосували, визнали цей факт помилковим).
У 1924—1931 роках Михайло Альохін працював у ПП ОГПУ по Північно-Кавказькому краю в окружних відділах і контррозвідувальному відділі ПП у Ростові-на-Дону. З 1931 року в центральному апараті ОГПУ — помічник начальника відділень, начальник 4-го (1932), 3-го (1932—1934) і 7-го (1934) відділень Особливого відділу, начальник 3-го відділення і помічник начальника (1934) Оперативного відділу, одночасно заочно закінчив три курси Військової академії РСЧА імені М. В. Фрунзе .
У грудні 1934 року Михайло Альохін був переведений до Ленінграду, де обійняв посаду начальника Оперативного / 2-го відділу УНКВС. З липня 1937 року він у ГУГБ НКВД СРСР працював заступником начальника 12-го відділу / відділу опертехніки, тимчасово виконувач обов'язків начальника 2-го спецвідділу (опертехнікі) в червні — вересні 1938 року.
Нагороджений знаком «Почесний працівник ВЧК-ГПУ» .
В ході чистки в НКВД 13 вересня 1938 року Михайла Альохіна було заарештовано. Він розстріляний за вироком Військової колегії Верховного Суду СРСР 22 лютого 1939 року як «німецький шпигун». Засуджений 22 лютого 1939 року Військовою колегією Верховного Суду СРСР за статтями 58-1 «а», 58-8 і 58-11 КК РРФСР до розстрілу. Реабілітовано 24 жовтня 2012 року.